# Bezugsfrist
Die Bezugsfrist (englisch limit for subscription) ist im Börsenhandel derjenige vom Emittenten festgelegte Zeitraum, in welchem junge Aktien den Altaktionären oder der Allgemeinheit auf dem Primärmarkt zum Kauf angeboten werden.

## Allgemeines
Bezugsfrist ist der Zeitraum im Rahmen einer Kapitalerhöhung bei Kapitalgesellschaften, in dem die Aktionäre ihr Bezugsrecht ausüben müssen oder an der Börse verkaufen können. Während der Bezugsfrist findet der Bezugsrechtshandel statt.

## Rechtsfragen
Gemäß § 186 Abs. 1 AktG muss die Bezugsfrist mindestens zwei Wochen betragen. Sie ist nach § 186 Abs. 2 AktG als Bezugsangebot zusammen mit dem Emissionskurs im Wertpapierprospekt und in den Gesellschaftsblättern bekanntzugeben. Dieses Bezugsangebot muss mindestens vier Handelstage vor Beginn der Bezugsfrist erfolgen. Eine Bezugsfrist gilt analog gemäß § 221 Abs. 4 AktG auch für Wandelanleihen, Genussrechte und Gewinnschuldverschreibungen. Bei der Bezugsfrist handelt es sich um eine Ausschlussfrist, nach deren Ablauf ein Erwerb zu den Bedingungen des Wertpapierprospektes nicht mehr möglich ist.

## Wirtschaftliche Aspekte
Die Bezugsfrist wird in der Regel abhängig von der Marktliquidität, also dem täglichen durchschnittlichen Handelsvolumen der Aktien, sowie der erwarteten Nachfrage nach dem Platzierungsvolumen bestimmt. Der Börsenkurs des Bezugsrechts wird während der Bezugsfrist – bis auf die letzten beiden Handelstage – zum Einheitskurs notiert. Der Altaktionär muss sich innerhalb der Bezugsfrist zum Bezug oder zum Verzicht auf junge Aktien entscheiden. Der Verkauf durch einen Ersterwerber der jungen Aktien findet auf dem Sekundärmarkt statt.